# Schoonderbuken
Schoonderbuken is een dorp in de deelgemeente Scherpenheuvel van Scherpenheuvel-Zichem in de Belgische provincie Vlaams-Brabant. Het ligt in het overgangsgebied tussen Hageland en de Kempen.
Schoonderbuken ligt ten zuidwesten van het centrum van Scherpenheuvel met de Houwaartstraat als centrale as van de woonkern. Eind jaren zeventig werd ten zuiden van het dorp de A2 aangelegd die door het Hageland trekt en Leuven met Lummen verbindt.

## Bezienswaardigheden
De Sint-Jozef en Sint-Antoniuskerk is gewijd aan Sint-Jozef en Antonius van Padua. Het orgel van de kerk is in 1981 erkend als monument van onroerend erfgoed.

## Nabijgelegen kernen
Scherpenheuvel, Bekkevoort, Rillaar, Keiberg